# Torralba (Conca)
Torralba és un municipi de la província de Conca, a la comunitat autònoma de Castella-La Manxa.

## Demografia
| 1842 | 1897 | 1940 | 1950 | 1981 | 1991 | 2001 |
| ---- | ---- | ---- | ---- | ---- | ---- | ---- |
| 184  | 232  | 85   | 389  | 103  | 95   | 81   |